# Sanremo 2014 (compilation)
Sanremo 2014 è una raccolta pubblicata dall'etichetta discografica Universal Music Group il 25 febbraio 2014.

## Il disco
Si tratta di un doppio CD contenente alcuni dei brani partecipanti al Festival di Sanremo 2014. Il primo disco comprende tutti i 14 della sezione "Campioni" che hanno passato il turno durante la prima e seconda serata del Festival. Nel secondo disco sono presenti le 8 canzoni presentate dalle "Nuove proposte" più tre bonus track, che sono tre dei brani cantati dagli ospiti internazionali del Festival.

## Tracce
CD1
1. Giuliano Palma – Così lontano – 3:04 (Nina Zilli, Marco Ciappelli, Alessandra Flora)
2. Noemi – Bagnati dal sole – 3:34 (Veronica Scopelliti, Richard Frenneux, Caroline Ailin)
3. Francesco Renga – Vivendo adesso – 4:15 (Elisa Toffoli)
4. Arisa – Controvento – 3:39 (Giuseppe Anastasi)
5. Giusy Ferreri – Ti porto a cena con me – 3:56 (Roberto Casalino, Dario Faini)
6. Francesco Sarcina – Nel tuo sorriso – 4:00 (Francesco Sarcina)
7. Renzo Rubino – Ora – 3:29 (Renzo Rubino, Andrea Rodini)
8. Cristiano De André – Il cielo è vuoto – 3:43 (Diego Mancino, Cristiano De André, Dario Faini)
9. Ron – Sing in the Rain – 3:17 (Rosalino Cellamare, Mattia Del Forno)
10. Raphael Gualazzi – Liberi o no (feat. The Bloody Beetroots) – 3:37
11. Frankie hi-nrg mc – Pedala – 3:30 (Francesco Di Gesù, Carolina Galbignani, Leonardo Beccafichi)
12. Riccardo Sinigallia – Prima di andare via – 3:50 (Filippo Gatti, Riccardo Sinigallia)
13. Antonella Ruggiero – Da lontano – 4:01 (Antonella Ruggiero, Alessandro Graziano, Antonio Rossi, Roberto Colombo)
14. Perturbazione – L'unica – 3:21 (Tommaso Cerasuolo, Gigi Giancursi, Rossano Lo Mele, Alex Baracco, Elena Diana, Cristiano Lo Mele)

CD2
1. Veronica De Simone – Nuvole che passano – 3:39 (Pietro Cantarelli)
2. The Niro – 1969 – 2:59 (Davide Combusti)
3. Filippo Graziani – Le cose belle – 3:16 (Filippo Graziani)
4. Rocco Hunt – Nu juorno buono – 3:18 (Rocco Pagliarulo, Alessandro Merli, Fabio Clemente)
5. Zibba – Senza di te – 3:47 (Sergio Vallarino, Andrea Balestrieri)
6. Diodato – Babilonia – 3:26 (Diodato)
7. Bianca – Saprai – 3:37 (Alex Gaydou)
8. Vadim – La modernità – 3:54 (Vadim Valenti)
9. Stromae – Formidable – 3:35 (Stromae)
10. Damien Rice – The Blower's Daughter – 4:13 (Damien Rice)
11. Rufus Wainwright – Cigarettes and Chocolate Milk – 4:15 (Rufus Wainwright)